# Tamana al-Ghab
Tamana al-Ghab (tiếng Ả Rập: تمانعة الغاب, cũng đánh vần Tamaanat al-Ghab) là một ngôi làng ở miền bắc Syria, một phần hành chính của Tỉnh Hama, nằm ở phía tây bắc của Hama. Nó nằm ở đồng bằng al-Ghab, phía đông sông Orontes. Nó được tiếp giáp bởi al-Ram nhớ ở phía bắc và Rasif ở phía nam với các địa phương lân cận khác bao gồm trung tâm Hurriya ở phía đông nam, al-Huwash ở phía đông, al-Amqiyah al-Tahta ở phía đông bắc, al-Ziyarah ở phía bắc, Nabl al-Khatib ở phía tây và Shathah ở phía tây nam. Theo Cục Thống kê Trung ương Syria (CBS), Tamana al-Ghab có dân số 2.696 trong cuộc điều tra dân số năm 2004. Cư dân của nó chủ yếu là người Hồi giáo Sunni.
Theo một số cư dân của Tamana al-Ghab, ngôi làng hầu hết đã bị bỏ hoang vào mùa hè năm 2012 sau cuộc tấn công của shabiha, một dân quân thân chính phủ tham gia cuộc nội chiến Syria đang diễn ra.